# Senatstorget

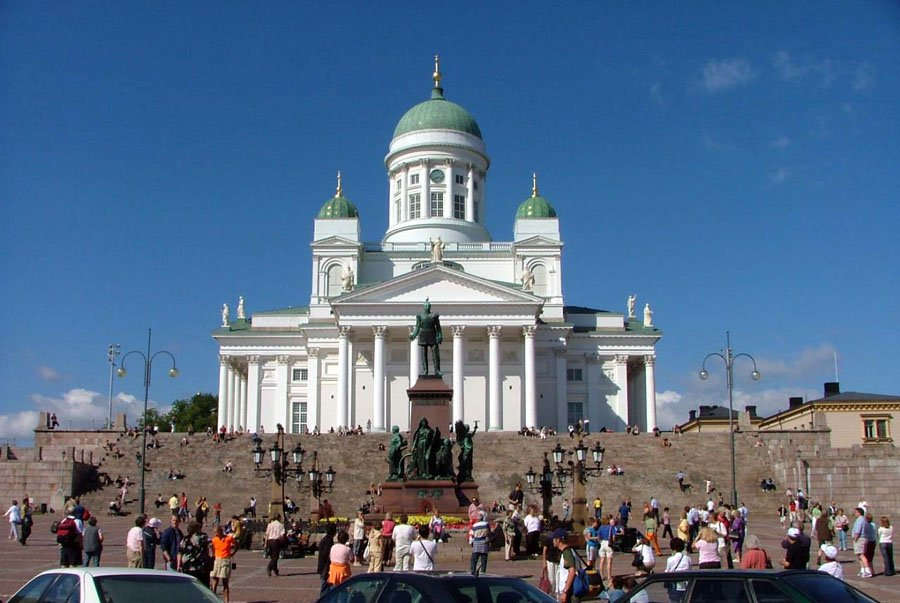
Senatstorget och Helsingfors domkyrka

Senatstorget (finska: Senaatintori) är ett torg i Helsingfors kärncentrum. Arkitekten som ritat torget och de offentliga byggnaderna var Carl Ludvig Engel.

## Beskrivning
Senatstorget är en allegori för den religiösa, politiska, vetenskapliga och kommersiella makten. Det religiösa representeras av Helsingfors domkyrka som ligger uppe på en platå ovanför de andra byggnaderna. Den byggdes mellan åren 1818 och 1852 och var Engels längsta projekt; den blev klar först 12 år efter hans död. 
Den politiska makten symboliseras av Statsrådsborgen, som ursprungligen hette Senatshuset. Byggnaden blev klar på den östra sidan av torget år 1822. Senaten verkade i byggnaden fram till år 1918 då statsrådet tog över. 
Helsingfors universitets huvudbyggnad färdigställdes år 1832 på den västra sidan av torget och representerar den vetenskapliga makten.  
På södra sidan av torget byggde köpmän sina hus, vilket symboliserar den kommersiella makten i samhället. 
I mitten av Senatstorget står bronsstatyn över Alexander II av Ryssland. Statyn avtäcktes år 1894 och hyllar tsarens sammankallande av Lantdagen 1863 efter en paus på över 40 år. Tsaren genomförde samtidigt flera reformer vilka ökade autonomin i Finland. Runt statyn finns allegoriska figurer som representerar lag, kultur och bönder. 

## Bildgalleri

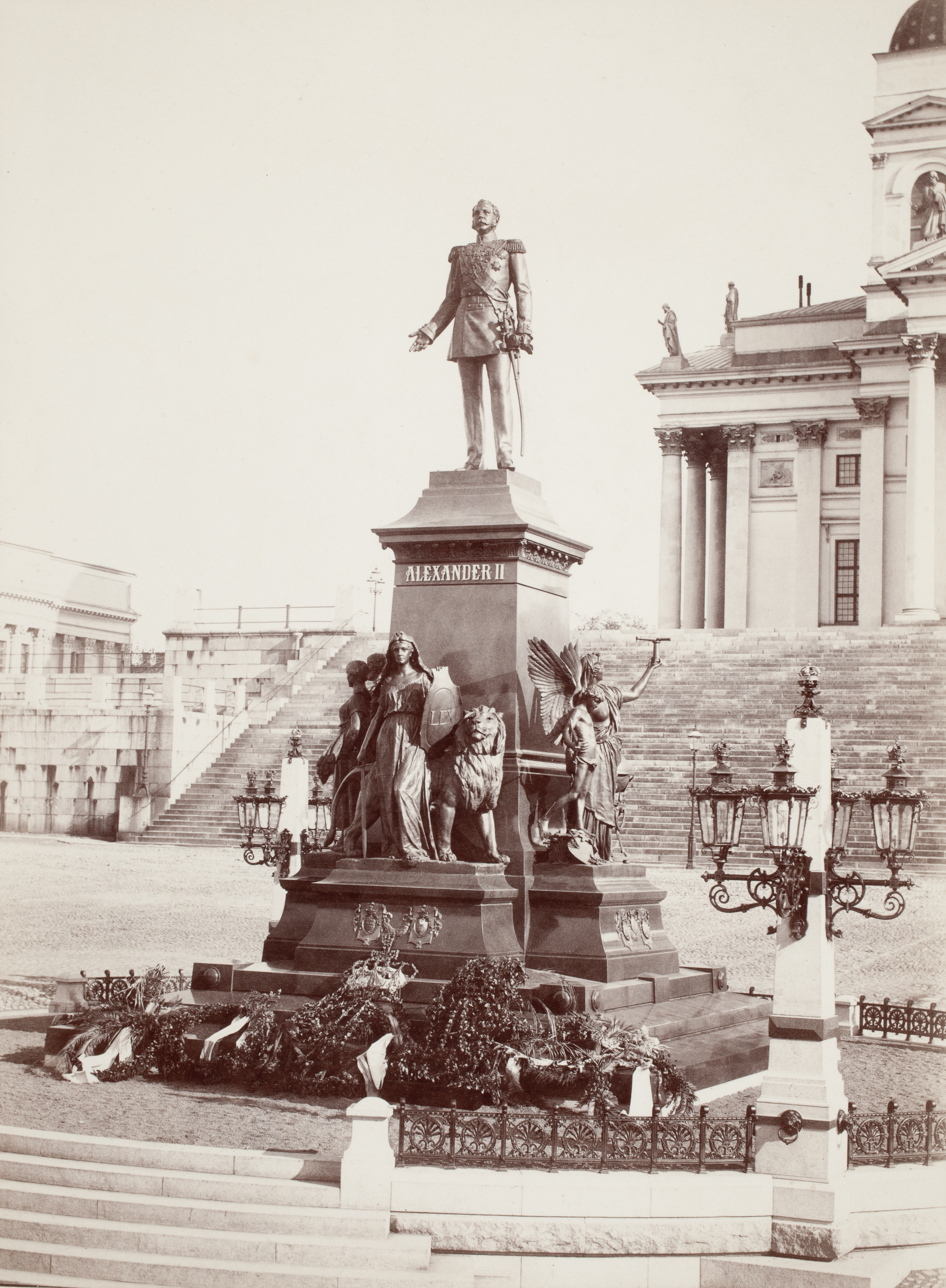
Alexander II:s staty. Fotot taget år 1894 av Karl Emil Ståhlberg.
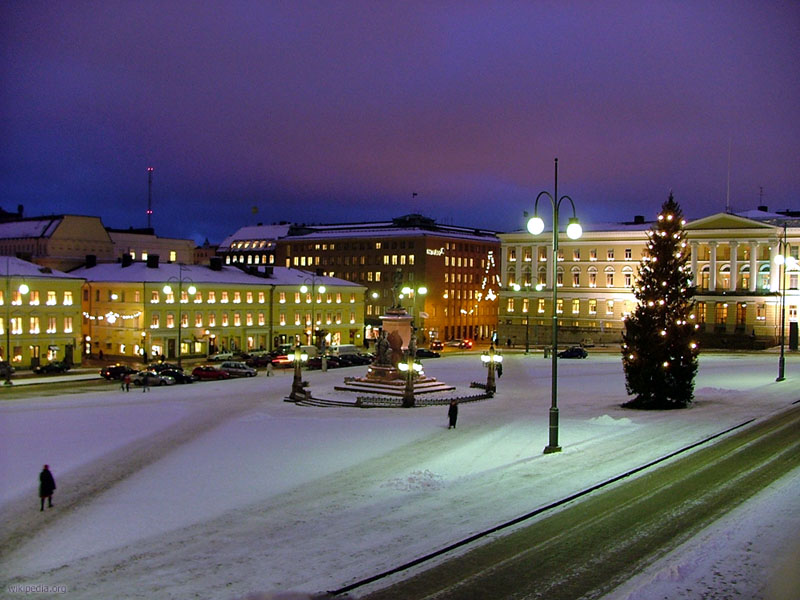
Senatstorget en decembermorgon 2004. Universitetets huvudbyggnad till höger och tsarens staty i mitten
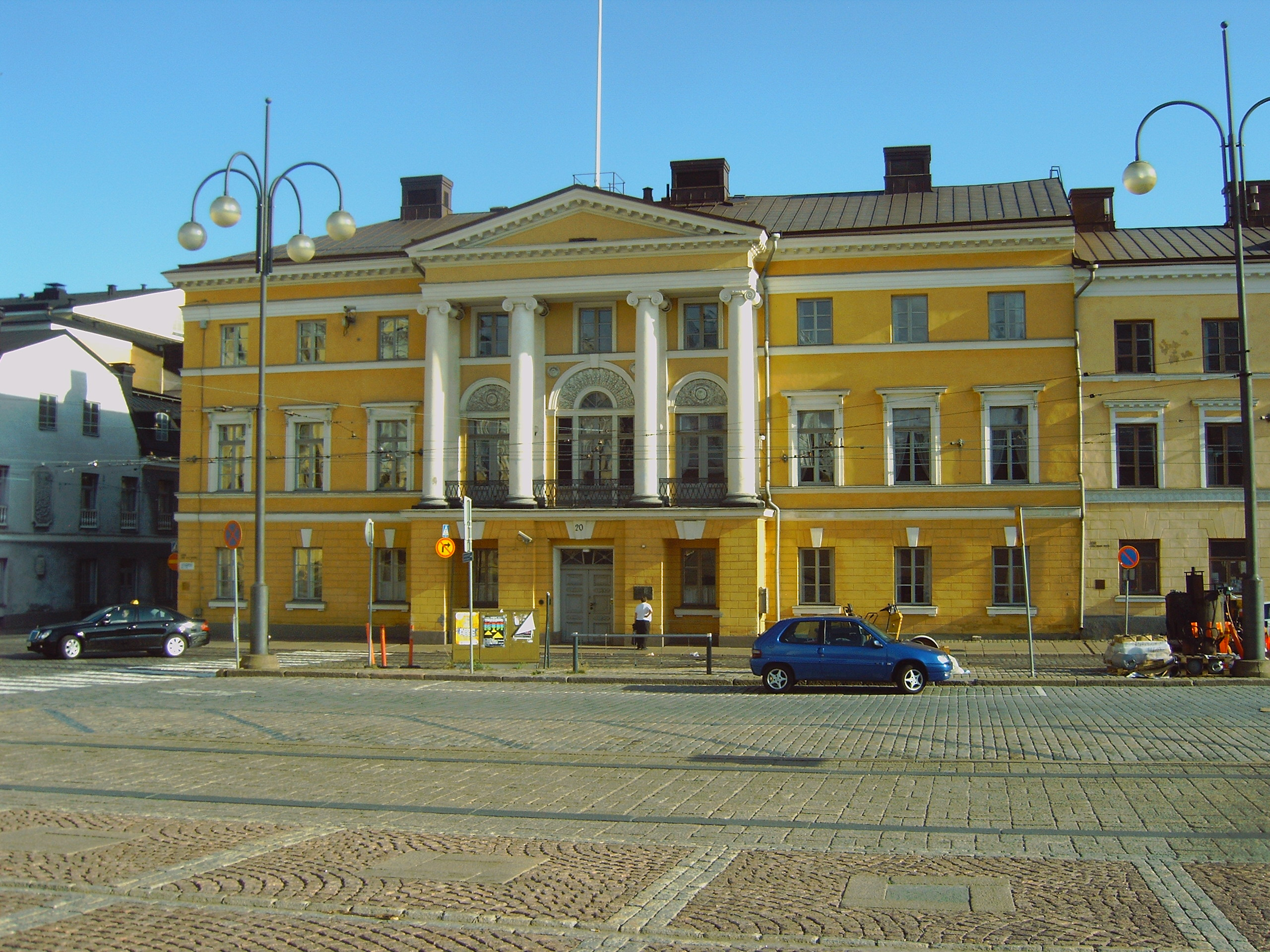
Bockska huset vid Alexandersgatan längs Senatstorget
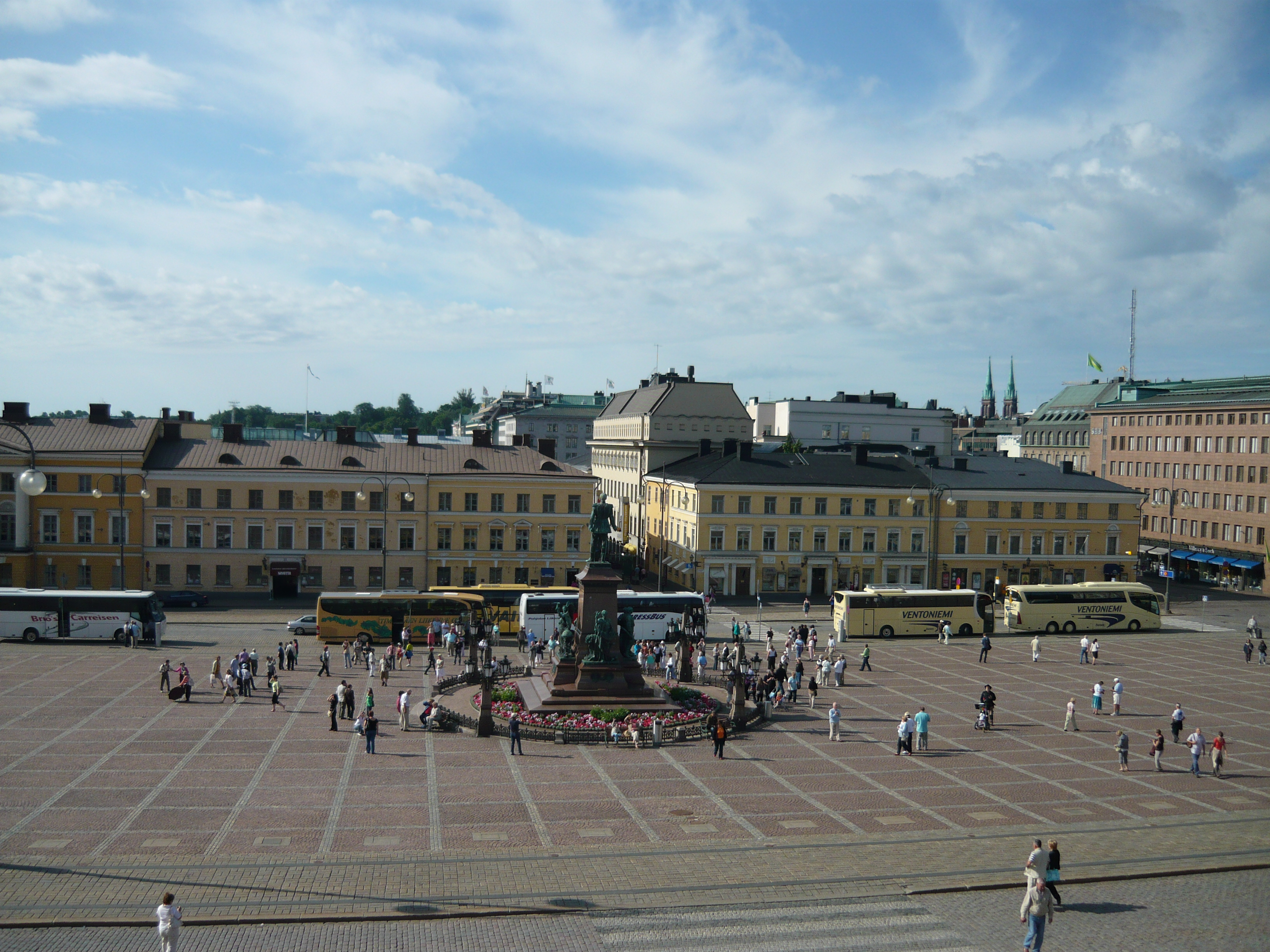
Vy över Senatstorget